# Jesse Douglas
Jesse Douglas   (Nova York, 3 de juliol de 1897 - Nova York, 7 d'octubre de 1965) va ser un matemàtic nord-americà. Va néixer a Nova York i va assistir a la Universitat de Colúmbia entre 1920 i 1924. Va ser un dels guanyadors del primer lliurament de la Medalla Fields, atorgada el 1936. Se li va premiar per la resolució del problema de Plateau en 1930, que versa sobre si existeix una superfície minimal fitada per a una corba de Jordan. El problema, irresoluto des de 1769, quan Lagrange ho va plantejar, forma part del càlcul de variacions. Douglas també va contribuir significativament al problema invers del càlcul de variacions. El 1943 la Societat Nord-americana de Matemàtiques li va atorgar el Premi Bôcher.
Douglas va arribar a ser professor en el City College of New York (també conegut com a CCNY), on va ensenyar fins a la seva mort. En la seva estada en el CCNY només va oferir cursos de pregrau, estant a càrrec de la càtedra de Càlcul Avançat. Estudiants de segon any (i estudiants avançats de primer any) van tenir el privilegi de rebre la seva introducció a l'anàlisi real d'un guardonat amb la medalla Fields.